# أوليفر نزوزي
```
أوليفر نزوزي نياتي بولو
 ( بالأنجليزية : 
أوليفر نزوزي
)  ولِّدَ ب 16/ سبتمبر/ 1980 وهو لاعب كرة قدم 
كونغولي
```

كان جزءًا من منتخب الكونغو في كأس الأمم الإفريقية لعام 2004 ، وقد حصل على المركز الأخير في مجموعته في الدور الأول من البطولة ، فشل بالتالي في تأمين التأهل إلى ربع النهائي.

## روابط إضافية
- أوليفر نزوزي على فرق كرة القدم الوطنية.كوم